# روزاريو فينا
روزاريو فينا (بالإنجليزية: Rosario Fina)‏ ولد بتاريخ 23 مارس 1969 في صقلية، إيطاليا، هو دراج إيطالي سابق.

## روابط خارجية
- روزاريو فينا على موقع أرشيف الدراجات (الإنجليزية)
- روزاريو فينا على موقع إحصائيات الدراجات الإحترافية (الإنجليزية)
- روزاريو فينا على موقع CycleBase (الإنجليزية)